# Pseudogalepsus dispar
Pseudogalepsus dispar es una especie de mantis de la familia Tarachodidae.

## Distribución geográfica
Se encuentra en Etiopía, Kenia, Mozambique y Tanzania.